# NGC 3969
NGC 3969 је спирална галаксија у сазвежђу Пехар која се налази на NGC листи објеката дубоког неба.
Деклинација објекта је - 18° 55' 38" а ректасцензија 11h 55m 9,1s. Привидна величина (магнитуда) објекта NGC 3969 износи 13,1 а фотографска магнитуда 14,0. NGC 3969 је још познат и под ознакама ESO 572-17, MCG -3-30-20, PGC 37396.